# 日南市立桜ヶ丘小学校
日南市立桜ヶ丘小学校（にちなんしりつ さくらがおかしょうがっこう）は、宮崎県日南市平野にある公立の小学校。

## 概要
歴史
1953年（昭和28年）に日南市立油津小学校および日南市立吾田小学校より分離の上、新設された。2023年（令和5年）に創立70周年を迎えた。
通学区域
「中平野、桜ヶ丘、岩上、岩下、木山（一部）、瀬西（一部）」。中学校区は日南市立油津中学校。
校章
校名にちなみ、桜の花弁を背景にして、中央に校名の頭文字である「桜」の文字を配している。
校歌
1957年（昭和32年）制定。作詞は中山地平、作曲は園山謙二による。歌詞は3番まであり、各番の歌詞中に校名の「桜ヶ丘」が登場する。

## 沿革
開校前
- 1952年（昭和27年）
  - 6月 - 校舎の建設を開始。
  - 12月 - 木造校舎6棟（12教室）が完成。

開校
- 1953年（昭和28年）
  - 4月1日 - 日南市立油津小学校および日南市立吾田小学校から分離する形で「日南市立桜ヶ丘小学校」（現校名）が新設される。
  - 4月6日 - 開校。
  - 5月5日 - 開校式を挙行。
- 1954年（昭和29年）3月 - 木造校舎1棟（3教室）を増築。
- 1955年（昭和30年）3月 - 木造校舎1棟（3教室）を増築。
- 1957年（昭和32年）
  - 5月5日 - 校旗を制定。
  - 7月 - プールが完成。
  - 10月3日 - 校歌を制定。
- 1964年（昭和39年）
  - 4月 - 図書室を設置。
  - 8月 - 運動場を拡張。
- 1966年（昭和41年）2月 - 特別教室（音楽室・理科室・理科準備室）を増築。
- 1968年（昭和43年）5月 - 特殊学級を開設。
- 1972年（昭和47年）11月 - 体育館が完成。
- 1973年（昭和48年）5月 -  在宅訪問教育学級を開設。
- 1976年（昭和51年）8月 - 特別教室（理・音）以外の校舎が、危険校舎に認定される。
- 1979年（昭和54年）1月 - 危険校舎改築・新増築工事が完了。
- 1980年（昭和55年）2月 - 危険校舎増改築（第二期工事）が完了。
- 1983年（昭和58年）12月 - 運動場南上段にサブグラウンド（テニスコート）を設置。
- 1984年（昭和59年）8月 - プールを改築。
- 2003年（平成15年）1月15日 - 創立50周年記念式典を挙行。
- 2007年（平成19年）
  - 8月 - 旧校舎（木造校舎）を解体。
  - 9月 - 共同調理場による給食を開始。
- 2015年（平成27年）10月 - 学校地域支援本部が発足。
- 2016年（平成28年）
  - 10月 - 教育棟校舎の改修工事が完了。
  - 12月 - 体育館の改修工事が完了。
- 2017年（平成29年）4月1日 - 児童クラブを新設。

## 交通アクセス
最寄りの鉄道駅
- JR九州 日南線 「油津駅」

最寄りのバス停
- 宮崎交通バス 「平野」バス停

最寄りの幹線道路
- 国道222号

## 周辺
- 宮崎県立日南病院